# طرابنش

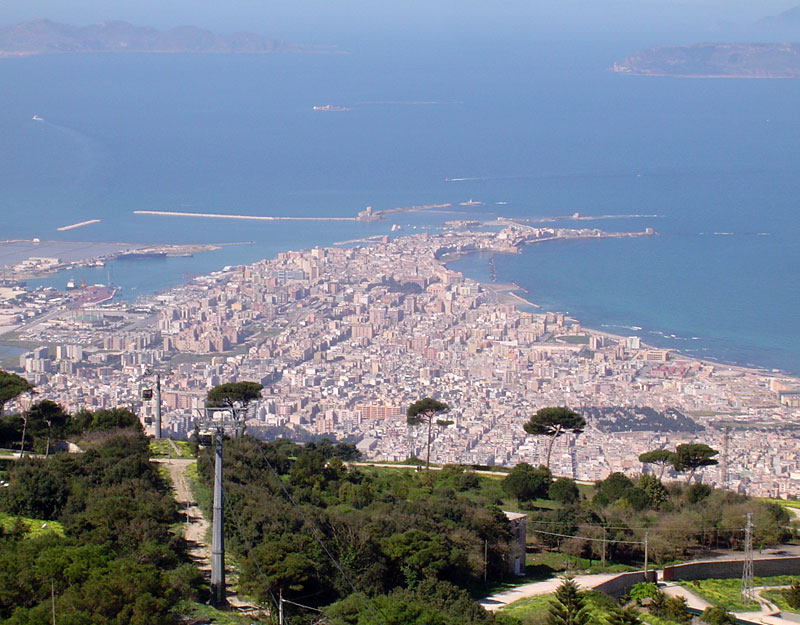
صورة طرابنش من مدينة إريتشي

تراباني (بالإيطالية: Trapani)‏ أو أَطْرَابَنِش أو طَرَابَنَش أو إطرابنش مدينة إيطالية على الساحل الغربي في صقلية وعاصمة مقاطعة تراباني، سكانها حوالي 70.872 نسمة.
أسسها الإغريق و تعتبر منذ ذلك الوقت ميناءاً هاماً للصيد والبوابة الرئيسية للجزر العقادية القريبة.

## السكان
في سنة 1861 بلغ عدد السكان 32٬571 نسمة، وتطور العدد ليصل في سنة 2011 لـ 69٬241 نسمة.
يظهر هذا المخطط البياني تطور النمو السكاني لـ طرابنش

## التاريخ

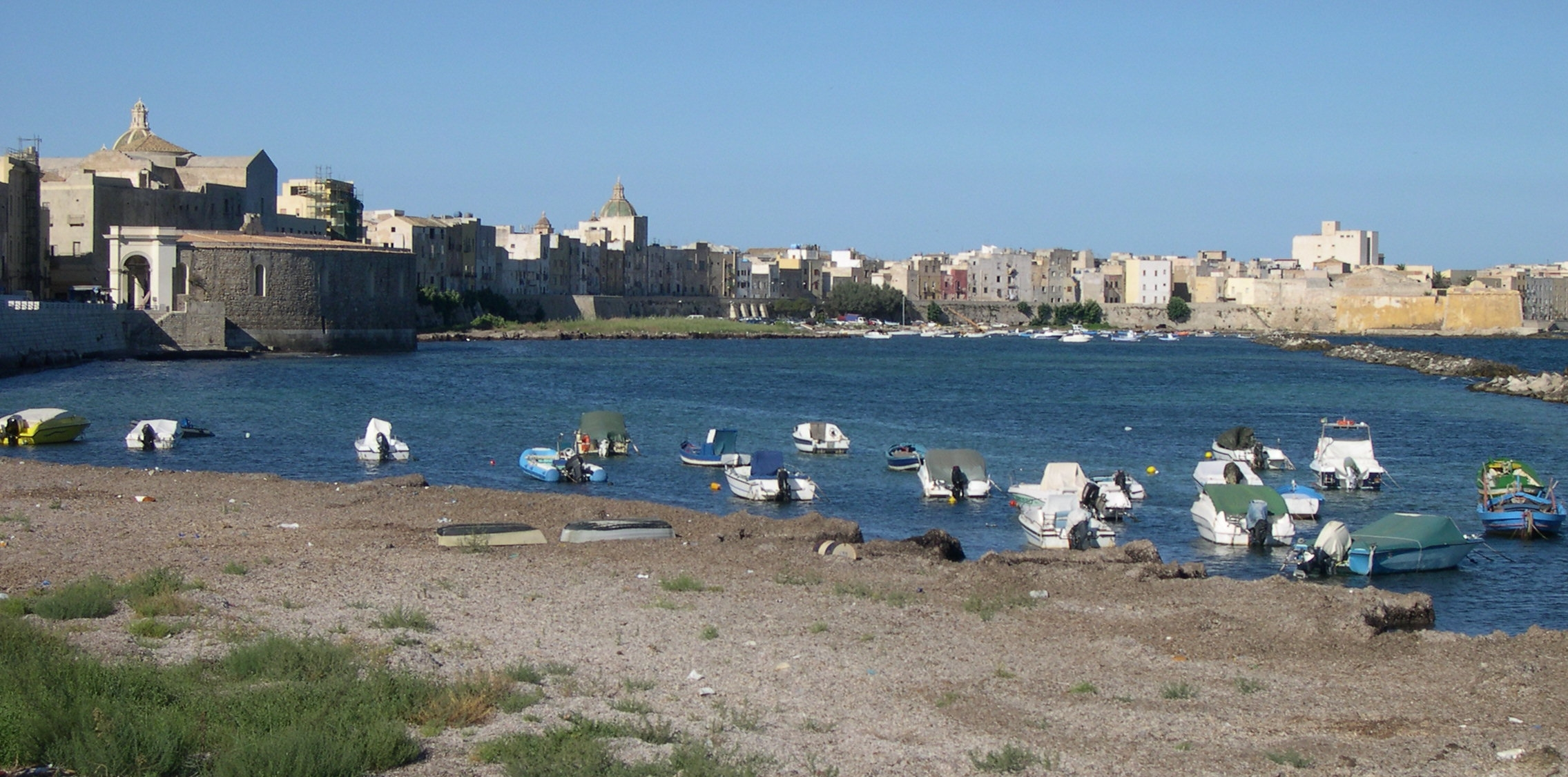
برج ديللا كولومبيا

أسس الإليميون أطرابنش بمثابة ميناء لمدينة إريتشي القريبة، المطلة عليها من جبل شنت يوليانه.
المدينة تقع على لسان البرى منخفض حملا إيها إلى البحر الأبيض المتوسط. وكان اسمها دريبانون Drépanon وتعني باليونانية "المنجل"، بسبب الشكل منحني للميناء. سيطرت قرطاج على المدينة عام 260 قبل الميلاد، فجعلتها قاعدة بحرية مهمة، إلا أنها تنازلت عليها إلى الرومان في عام 241 قبل الميلاد بعد معركة الجزر العقادية في الحرب البونيقية الأولى.

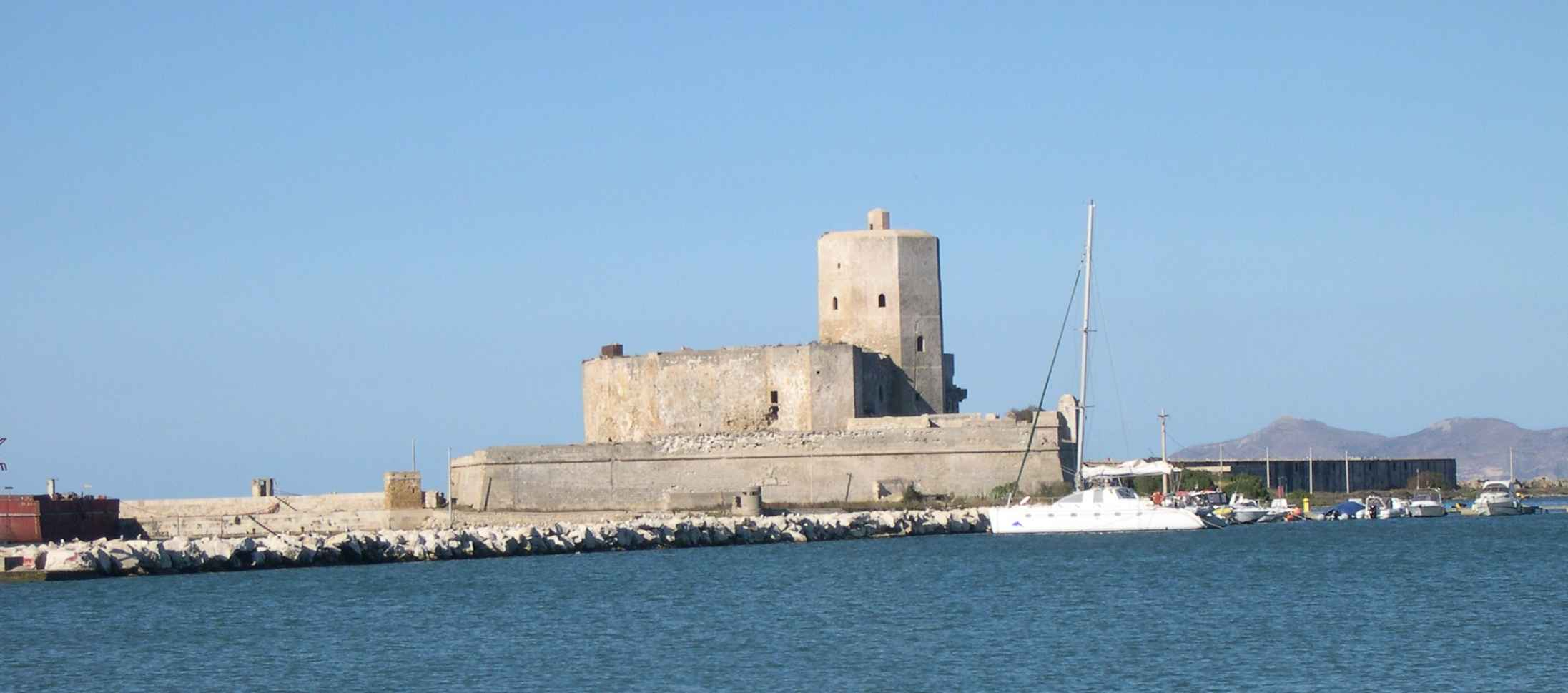
برج ديللا كولومبيا

يوجد خرافتان قديمتان تخبر عن الأصل الأسطوري للمدينة. في الأسطورة أولى أن أطرابنش نبعت من المنجل الذي سقط من أيدي آلهة ديميتر حين كانت تبحث عن لابنتها بيرسيفون التي كانت قد اختطفت من قبل هاديس. والخرافة الثانية تقول أن ساتورن آلهة السماء الذي انتزع أحشاء والده كرونوس بمنجل وقع منه في البحر ونشئت المدينة. وفي الازمنة القديمة كان يتوهمون أن ساتورن الإله الحامي لأطرابنش. ويوجد اليوم تمثال له في ساحة في وسط المدينة.

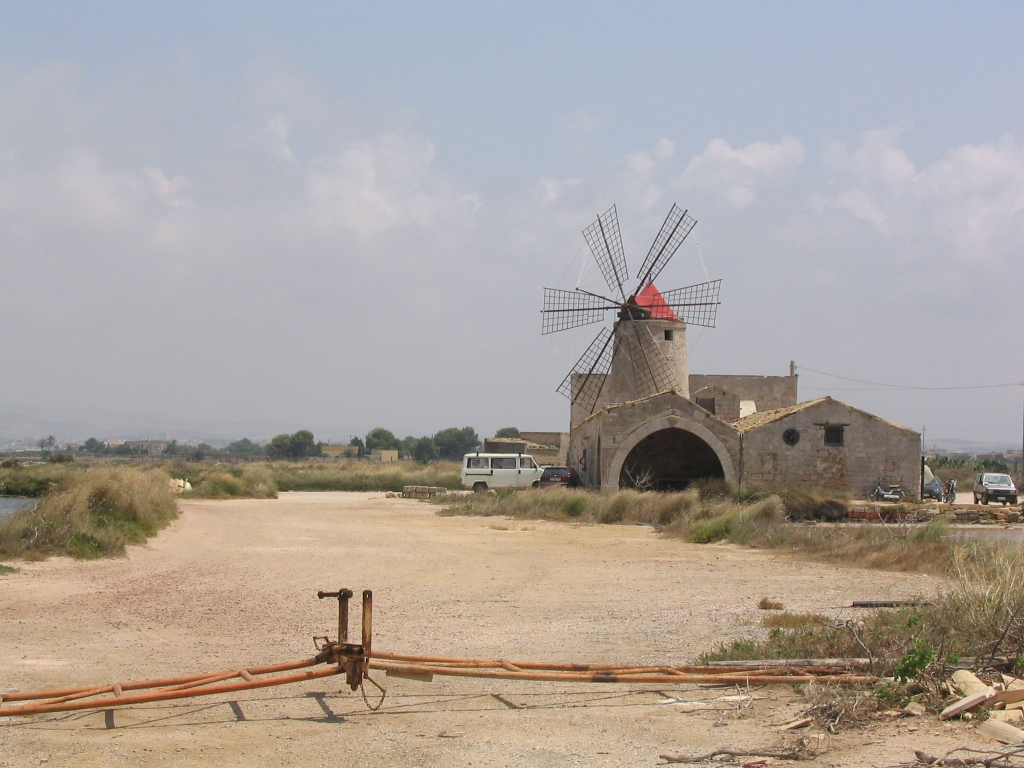
ساليني

تضررت المدينة كثيرا خلال الحرب العالمية الثانية عندما تعرضت لقصف الحلفاء. ثم نمت وتطورت كثيرا منذ نهاية الحرب، وأخذت في التمدد إلى أسفل جبل شنت يوليانه. وأخذت السياحة بالتطور في السنوات الأخيرة نظرا لقرب المدينة من الوجهات السياحية المعروفة مثل إريتشي وسيجيستا والجزر العقادية.

## الاقتصاد
ما يزال الكثير من اقتصاد أطرابنش يعتمد على البحر فصيد الأسماك التعليب يتعبران من الصناعات المحلية الهامة، مع صيادين يستخدمون تقنية المعروفة بماتانزا mattanza لصيد التونة. واستخراج المرجان إلى جانب تصدير الملح والرخام والنبيذ. حيث بالقرب من الساحل تصطف العديد من أوعية ملح طعام.
و المدينة أيضا تعتبر ميناء مهم لنقل الركاب بحرا مع وصلات إلى الجزر العقادية وجزيرة قوصرة وجزيرة سردينيا وتونس.

## معرض الصور

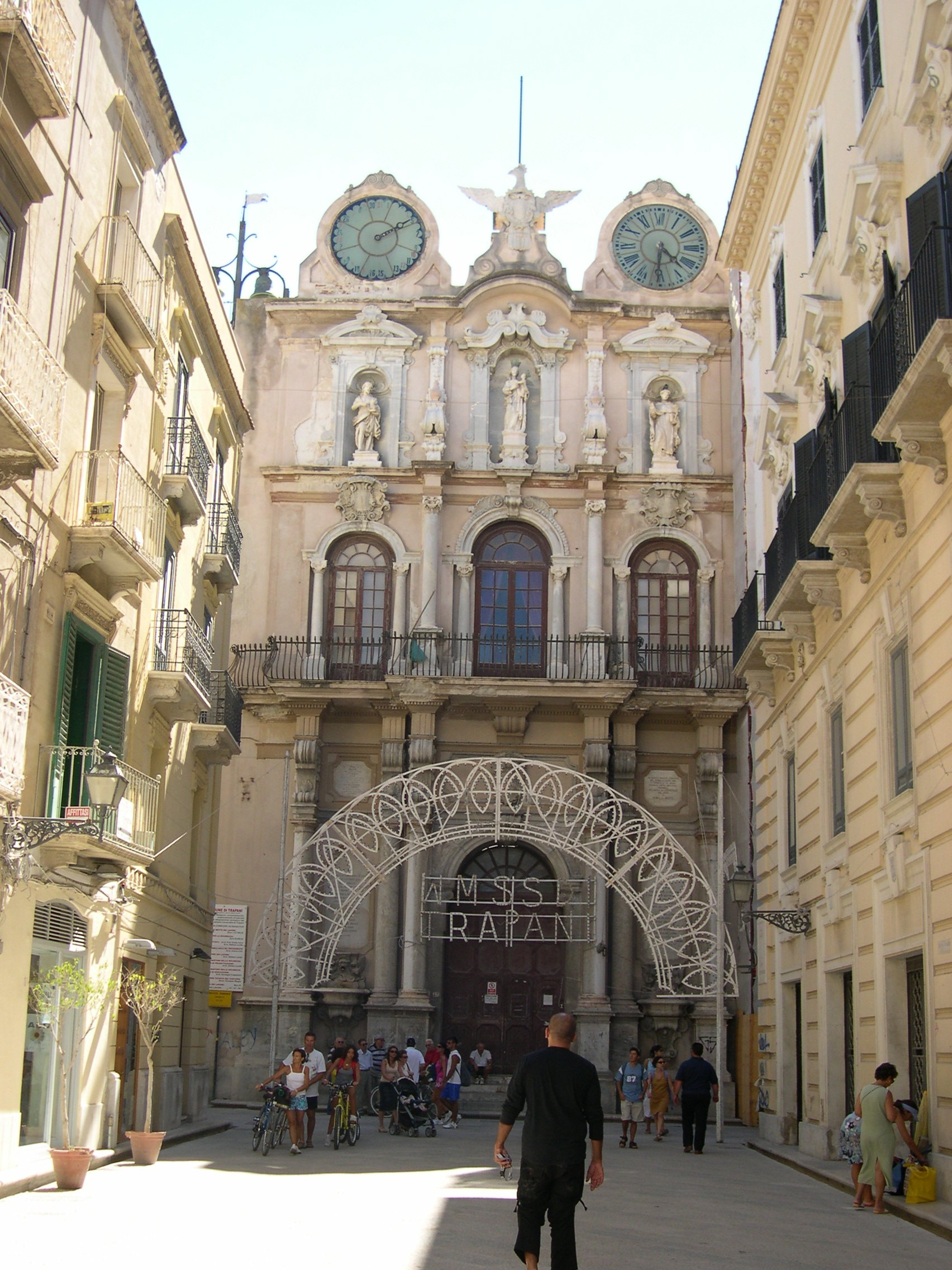
قصر كافاريتا
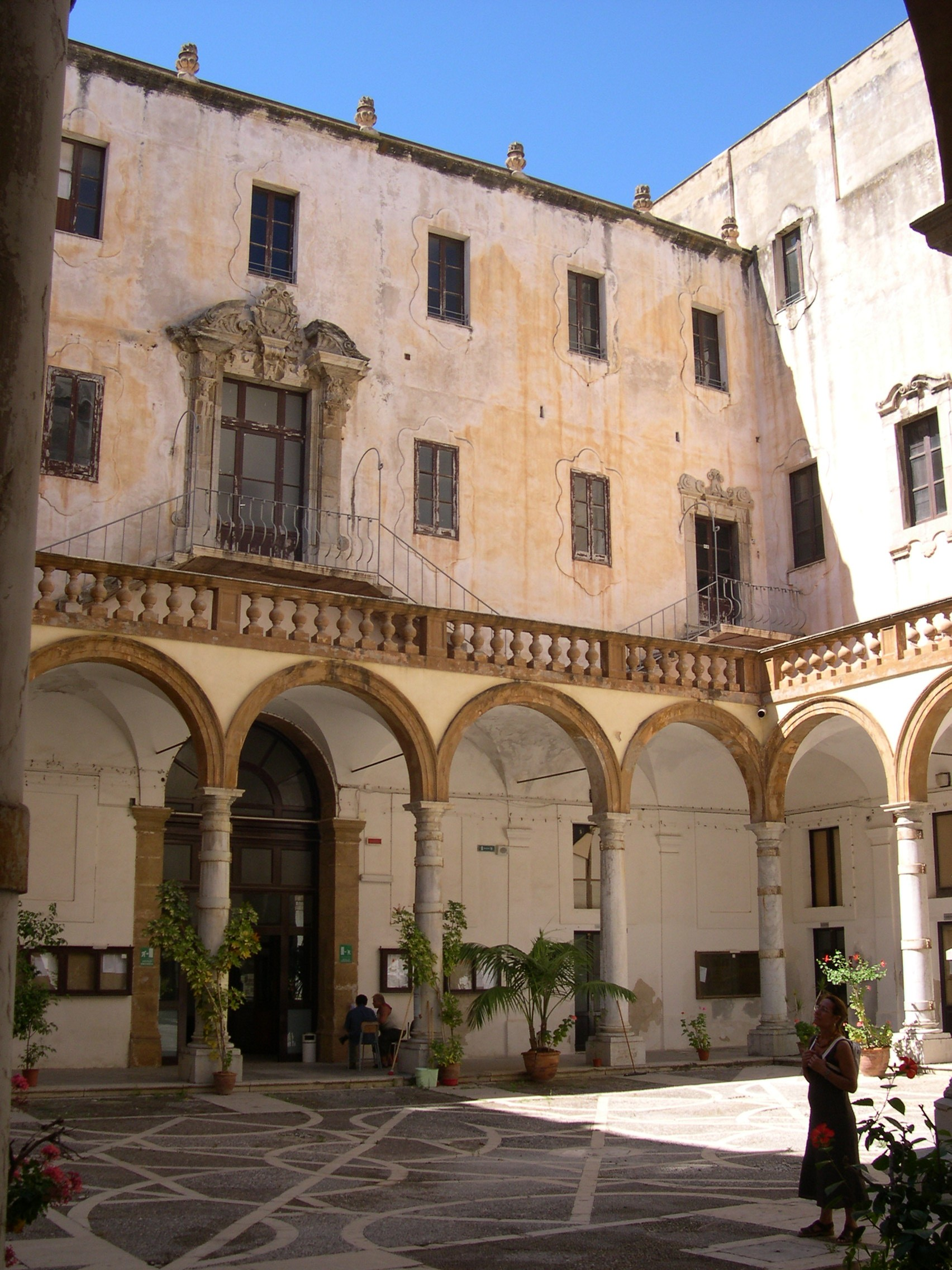
The Jesuits' Cloister
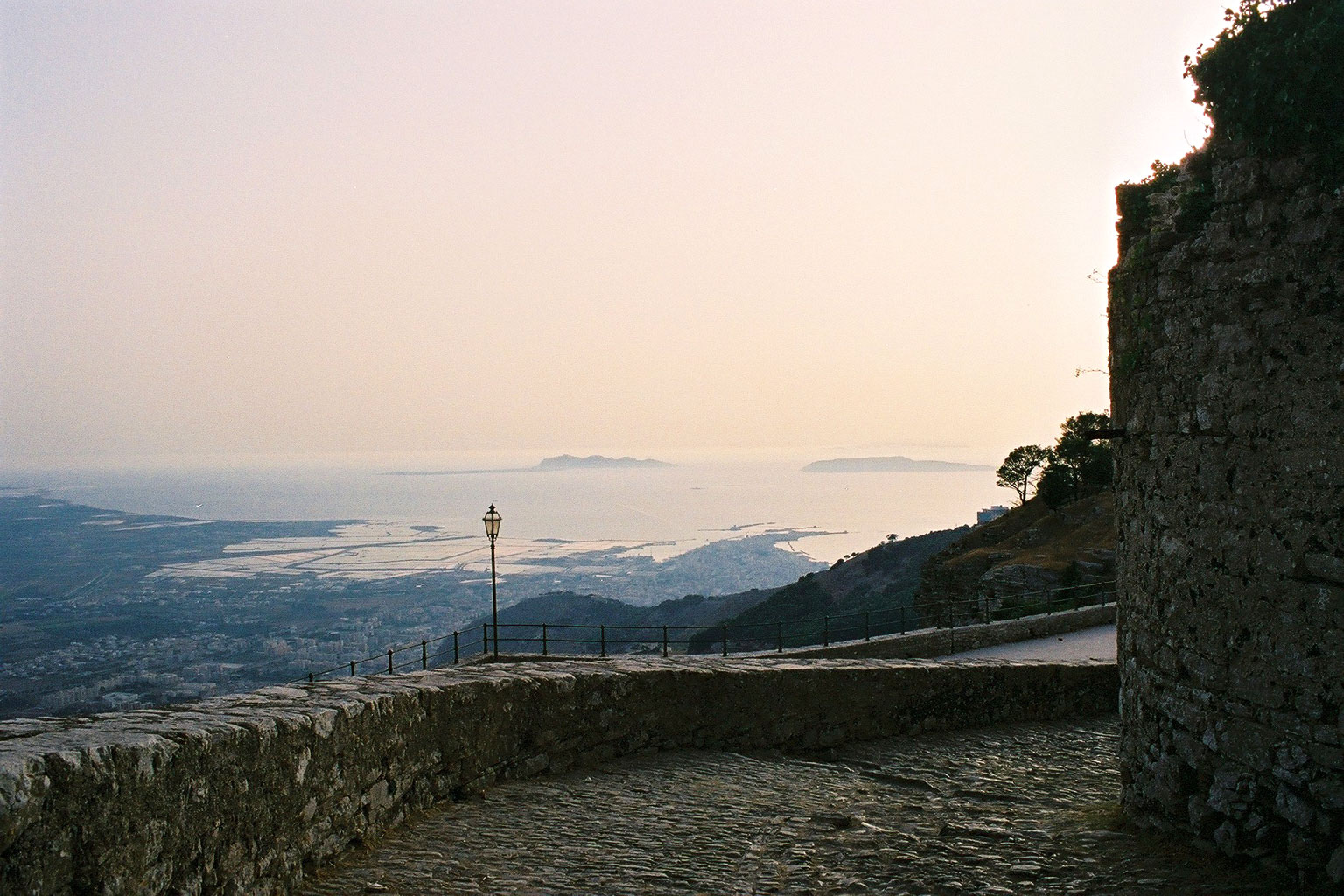
Salines and city of Trapani seen from Monte Erice